# 李專美
李專美，字翊商，京兆萬年人，五代官员。

## 生平
李專美出身於隴西李氏姑臧大房，是秦王府十八學士李玄道的後裔，為李隨曾孫，李正範之孫，李樞之子。李專美年少時用心學文，父親李樞在唐昭宗時曾應進士舉，覆試落榜後被禁止應試，李專美以此為恥，從此不再專注於文學。李專美出身於士族大族，後梁河南尹張全義因此推薦他出任陸渾尉，歷任舞陽令。
後唐時在李肅手下擔任推官。後來，李專美與韓昭胤、宋審虔、房暠、劉延朗等五人輔佐唐末帝李從珂取得帝位。李從珂即位，李專美為比部郎中、樞密院直學士，與薛文遇掌理謀略之事。後來歷任給事中，兵部侍郎、端明殿學士，檢校尚書右僕射、守秘書監、充宣徽北院使等職務。
唐末帝時，有一次石敬瑭來朝，而心懷憂懼，假裝生病想回到自己的藩鎮。劉延朗認為應該扣留石敬瑭，李專美、韓昭胤認為不可扣留他。石敬瑭建立後晉，李專美為大理卿，卒於開運年間。

## 為人
李專美為人謙讓。他出身於隴西李氏姑臧大房，當時姑臧大房與清河崔氏清河小房、范陽盧氏北祖第二房、滎陽鄭氏的昭國鄭氏並稱為四望族，這些氏族成員甚至不把公卿放在眼裏。即使不顯達，也以：「姓崔盧李鄭了，余復何求耶！」以此作為高人一等的自我標榜。李專美則沒有這些習氣，即使是與寒門出身的士大夫碰面，李專美總也是保持謙恭的態度，因此得到世人敬重。李專美擔任端明殿學士，他的班次在學士李崧之上，李專美自認比不上李崧，改求他官，因此改任宣徽使，李崧因此敬重李專美。

## 延伸阅读
[在维基数据编辑]
 《舊五代史·卷93》，出自薛居正《舊五代史》